# Pirate Ship Higemaru
Pirate Ship Higemaru (ひげ丸) est un jeu vidéo de puzzle sorti en 1984 sur système d'arcade Z80 Based. Le jeu a été développé et édité par Capcom. Il a connu une suite sur NES et MSX2 portant le nom Higemaru Makaijima: Nanatsu no Shima Daibouken,.

## Adaptations
- Pirate Ship Higemaru a été porté sur ordinateur personnel MSX2. Il fait partie de la compilation Capcom Generation 3 sortie sur Saturn et PlayStation.
- Il est aussi disponible sur la compilation Capcom Classics Collection sortie sur PlayStation 2 et Xbox, ainsi que sur PlayStation Portable en 2006 dans Capcom Classics Collection Reloaded.